# Noor-Eesti
Noor-Eesti (pl. Młoda Estonia) – estońska grupa literacka, działająca od 1905 roku w Tartu. Założycielem i przywódcą grupy był poeta i badacz literatury Gustav Suits; związani z nią byli również m.in. Friedebert Tuglas, Villem Grünthal-Ridala, Bernhard Linde i Johannes Aavik. Grupa wywarła znaczny wpływ na rozwój estońskiego języka literackiego oraz na rozwój nowoczesnej estońskiej krytyki literackiej.
Działalność grupa rozpoczęła w 1905 roku, kiedy to opublikowała almanach literacki "Młoda Estonia" ("Noor-Eesti") (do 1915 roku ukazały się jeszcze 4 kolejne numery tego almanachu); w tym samym roku ukazał się również debiutancki tomik Suitsa – Ogień życia (Elu tuli).
Nazwa grupy nawiązywała do podobnych określeń, które pojawiały się ówcześnie w innych literaturach narodowych (Młode Niemcy, Młoda Polska, Chorwacka Moderna itp.). Celem Młodej Estonii było włączenie literatury estońskiej w nowe nurty i zjawiska artystyczne, jakie dokonywały się w pozostałej części Europy. Jej przedstawiciele nawoływali do zwiększonego przyswajania kultury europejskiej, przy jednoczesnym zachowaniu estońskiej tożsamości. Miało to pozwolić Estończykom na wytworzenie własnej nowoczesnej kultury. Przedstawiciele Młodej Estonii postulowali też autonomię sztuki oraz zachęcali do podejmowania eksperymentów artystycznych.
Pomimo jej znacznego wpływu na rozwój literatury estońskiej, grupa była krytykowana za odrywanie się od estońskiej tradycji literackiej oraz kosmopolityzm i naśladowanie obcych modeli kulturowych.